# 志村けん聞録
『志村けん聞録』（しむらけんぶんろく）は、テレビ朝日系列にて2016年7月31日から2019年8月18日まで『サンデープレゼント』枠において年1回、毎年夏に放送されていた特別番組であり、志村けんの冠番組である。
2020年3月29日に志村が70歳で急逝したことにより、このシリーズは自然的に終了となったが、逝去翌週の4月5日に追悼特別番組として『ありがとう志村けんさん 全国に笑顔を運んだ旅』が放送された。

## 番組の内容
元気になろうをテーマに志村けん一行が日本全国をぶらり旅。

## 過去シリーズ
- 第1回 : のんびり出会い旅・静岡編（2016年7月31日（日）13:55～15:20放送）
- 第2回 : 初夏の鎌倉 元気が出るふれあい旅（2017年7月30日（日）13:55～15:20放送）
- 第3回 : 東伊豆・伊東ふれあい旅（2018年7月22日（日）13:55～15:20放送）
- 第4回 : 東京の昭和遺産と江戸職人をめぐる旅（2019年8月18日（日）13:55～15:20放送）

## 出演者
- 志村けん

## ゲスト
第1回
- 上田まりえ
- 川村優希
- U字工事

第2回
- 千鳥
- 川村優希

第3回
- 千鳥
- 加島ちかえ

第4回
- 又吉直樹（ピース）
- 鉢嶺杏奈
- 市川猿之助
- 千鳥

## スタッフ
- ナレーション：服部潤、京田尚子
- 構成：工藤ひろこ、川又唱史
- カメラ：小川正明、清水利彦
- 音声：岡本洋平
- VE：田川真之介
- 編集：篠崎孝徳、森川舜太
- MA：岡崎 穣
- 音効：クォンジンホ
- メイク：小泉真美
- 車輌：山口好幸
- 編成：瀧川恵（テレビ朝日）
- 宣伝：高橋夏子（テレビ朝日）
- 技術協力：麻布プラザ、アールイー、ジノソニック
- 制作協力：イザワオフィス
- AD：渡辺麻未、金原かれん、黒川美咲
- AP：反り目尚美
- ディレクター：森部裕治郎
- 演出：田中匡史
- プロデューサー：高橋正輝（テレビ朝日）、徳江長政（エスピーボーン）
- ゼネラルプロデューサー：畔柳吉彦（テレビ朝日）
- 制作：テレビ朝日、エスピーボーン

### 過去のスタッフ
- 構成：山谷隆・大塚健吾
- 編成：大沢解都（テレビ朝日）